# Lisandro Alonso
Lisandro Alonso, född 2 juni 1975 i Buenos Aires, är en argentinsk filmskapare. Han långfilmsdebuterade 2001 med La libertad, den första delen i en trilogi som även innefattar Los muertos från 2004 och Liverpool från 2008. Filmerna handlar om ensamma män och skildrar i långa tagningar människan som en del av naturen, definierad av primitiva drifter och behov. Vid filmfestivalen i Cannes 2014 tilldelades Alonso FIPRESCI-priset i Un certain regard-avdelningen för sin dansk-argentinska film Jauja, med Viggo Mortensen i huvudrollen som en dansk ingenjör i 1880-talets Patagonien.

## Filmografi
- Dos en la vereda (1995) – kortfilm
- La libertad (2001)
- Los muertos (2004)
- Fantasma (2006)
- Liverpool (2008)
- Sin título (Carta para Serra) (2011) – kortfilm
- Jauja (2014)
- 2024 – Queer